# Oncostemum acuminatum
Oncostemum acuminatum är en viveväxtart som beskrevs av Carl Christian Mez. Oncostemum acuminatum ingår i släktet Oncostemum och familjen viveväxter. Inga underarter finns listade i Catalogue of Life.